# 科罗曼德尔半岛

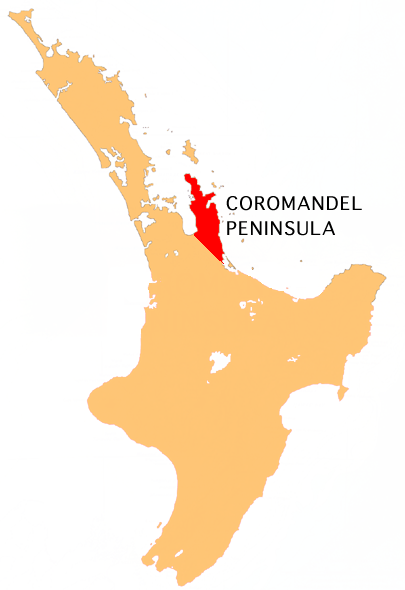
科罗曼德尔半岛的位置。

科罗曼德尔半岛（英語：Coromandel Peninsula）位于新西兰北岛中东部，长约110公里，平均宽31公里，西临泰晤士湾与豪拉基湾，东濒普伦蒂湾。半岛上耸立有摩艾豪岭和科罗曼德尔岭。1769年，詹姆斯·库克在科罗曼德尔半岛东部的墨丘利湾登陆，观察水星的运行轨道。位于普伦蒂湾岸边的惠蒂扬阿为半岛上最大的居民点。第二大定居点是位于西岸的科罗曼德尔，1852年曾在此发现金矿。
在19世纪的后半页，科罗曼德尔半岛上茂密的森林被有系统的砍伐，如今半岛上主要饲养绵羊和奶牛。旅游业发达。
現任市長： 桑德拉. 古迪